# Miss Italia nel mondo 1995
La quinta edizione di Miss Italia nel mondo si è svolta presso le Terme Berzieri di Salsomaggiore Terme il 26 agosto 1995 ed è stata condotta da Paolo Bonolis. Vincitrice del concorso è risultata essere la brasiliana Ana Leticia Castellan Rizzon.

## Piazzamenti
| Risultato finale           | Concorrente                              |
| -------------------------- | ---------------------------------------- |
| Miss Italia nel mondo 1995 | - Brasile - Ana Leticia Castellan Rizzon |
| 2ª classificata            | - Stati Uniti d'America - Joelle Sausa   |
| 3ª classificata            | - Venezuela - Desideria De'caro          |

## Concorrenti[1]
01 Brasile - Ana Leticia Castellan Rizzon
02 Stati Uniti d'America - Joelle Sausa
03 Venezuela - Desideria De'caro